# Sainte-Lheurine

Sainte-Lheurine este o comună în departamentul Charente-Maritime, Franța. În 1 ianuarie 2022 avea o populație de 527 de locuitori.